# Upaniṣad
Le Upaniṣad (in sanscrito उपनिषद्) sono un insieme di testi religiosi e filosofici indiani composti in lingua sanscrita a partire dal IX-VIII secolo a.C. fino al IV secolo a.C. (le quattordici Upaniṣad vediche) anche se progressivamente ne furono aggiunte di minori fino al XVI secolo raggiungendo un numero complessivo di circa trecento opere aventi questo nome.

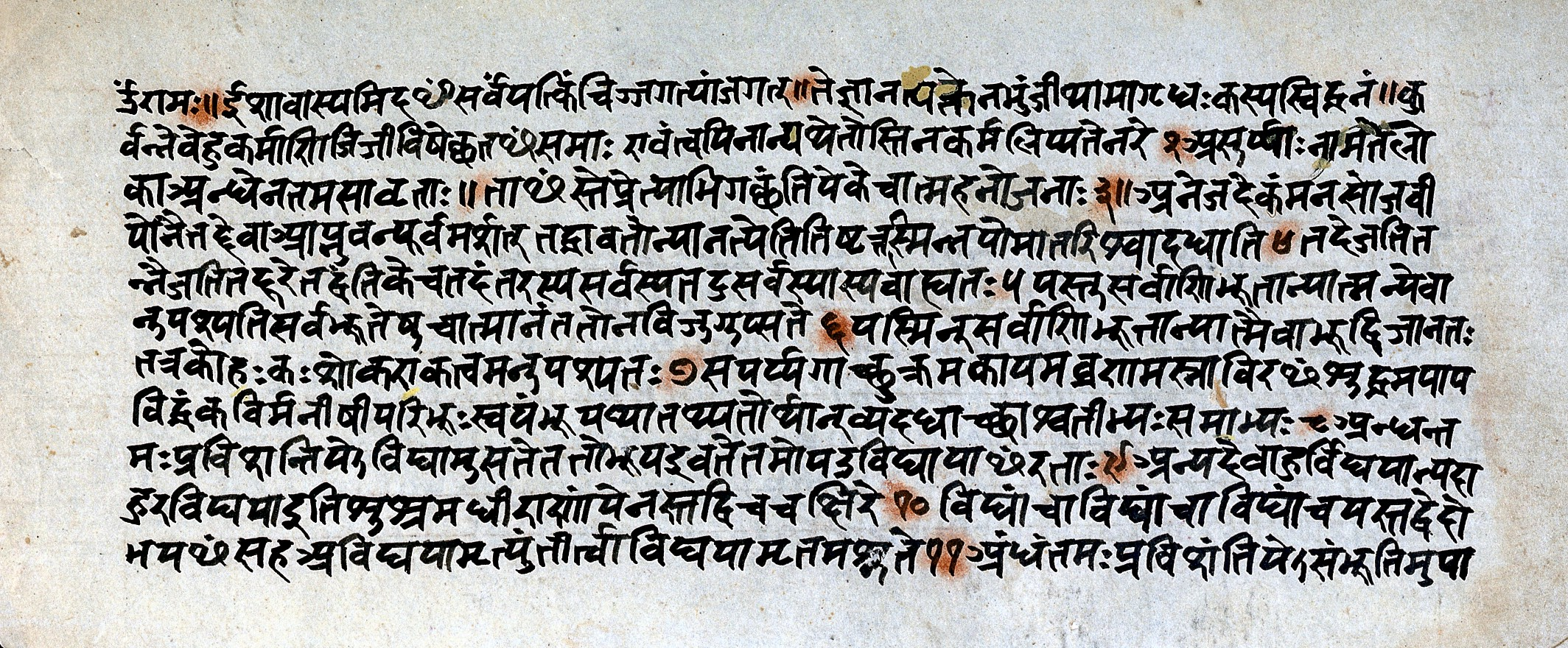
Pagina manoscritta della Īṣa Upaniṣad

Trasmesse per via orale, furono messe per iscritto per la prima volta nel 1656 quando il sultano musulmano Dara Shikoh (1615-1659) ordinò la traduzione dal sanscrito al persiano di cinquanta di esse e quindi la loro resa in forma scritta.
Il termine Upaniṣad deriva dalla radice verbale sanscrita sad (sedersi) e dai prefissi upa e ni (vicino) ossia "sedersi vicino", ma più in basso (ad un guru, o maestro spirituale), suggerendo l'azione di ascolto di insegnamenti spirituali.
Questo termine richiama chiaramente, come evidenziato da Mario Piantelli, anche un insegnamento "esoterico". Significativo è che persino la Bhagavadgītā si qualificava come upaniṣad nel colophon dei manoscritti del Mahābhārata e che, evidenzia Piantelli ricordando le note dell'antico commentatore Bhāskara, le persone di bassa casta che l'avessero ascoltata avrebbero subito la stessa sorte di coloro che avessero ascoltato le Upaniṣad senza averne la qualifica: gli sarebbe stato versato del piombo fuso nelle orecchie. Gianluca Magi, al contrario, ritiene che la segretezza di tali testi non includesse una distinzione di origine o di classe. Questo spiega la ragione per cui le Upaniṣad non furono mai messe per iscritto ma sempre trasmesse per via orale solo a persone che erano autorizzate a riceverne gli insegnamenti.
Le Upaniṣad sono, dunque, commentari "segreti" (rahasya) dei Veda, nonché loro 'fine', nel senso di completamento dell'insegnamento vedico; per questo motivo sono anche conosciuti come Vedānta (Fine dei Veda) e sono alla base del pensiero religioso indiano che attraverso il Brahmanesimo giungerà, nella nostra era, a costituire quel complesso di dottrine e pratiche che va sotto il nome di Induismo.

## Origine e funzione delleUpaniṣad
La maggior parte degli studiosi contemporanei ritiene l'avvio della loro composizione a partire dal IX-VIII secolo a.C.
Le Upaniṣad fungono da commentari o estensioni rispettivamente di ognuno dei quattro Veda (Ṛgveda, Sāmaveda, Yajurveda e Atharvaveda) e unitamente ai Veda, ai Brāhmaṇa e agli  Āraṇyaka rappresentano, secondo la tradizione induista, la cosiddetta Śruti ovvero la sapienza per come è stata rivelata dall'Assoluto ai loro mistici cantori indicati come ṛṣi i quali si sarebbero limitati alla sua trasmissione orale.
La loro datazione è difficile e controversa, ma risultando opere comunque successive ai Brāhmaṇa, la somiglianza nello stile e nei contenuti di alcune di queste può far stabilire con sufficiente contezza la loro collocazione temporale. Per questa ragione le Upaniṣad più antiche vengono indicate come vediche.
Tali Upaniṣad vediche si inseriscono nella tradizione degli Āraṇyaka

## LeUpaniṣadvediche
Le Upaniṣad più antiche, altrimenti dette "vediche", risultano essere quattordici:
- Bṛhadāraṇyaka Upaniṣad collegata al Sukla Yajurveda.
- Chāndogya Upaniṣad collegata al Sāmaveda
- Aitareya Upaniṣad collegata al Ṛgveda.
- Taittirīya Upaniṣad collegata al Kṛṣṇa Yajurveda.
- Kauṣitakī Upaniṣad collegata al Ṛgveda.
- Kena Upaniṣad collegata al Sāmaveda.
- Īṣa Upaniṣad collegata al Sukla Yajurveda.
- Kaṭha Upaniṣad o Kaṭhaka Upaniṣad collegata al Kṛṣṇa Yajurveda.
- Śvetāśvatara Upaniṣad collegata al Kṛṣṇa Yajurveda.
- Praśna Upaniṣad collegata all'Atharvaveda.
- Muṇḍaka Upaniṣad collegata all'Atharvaveda.
- Mahānārāyaṇa Upaniṣad collegata all'Atharvaveda.
- Māṇḍūkya Upaniṣad collegata all'Atharvaveda.
- Maitrī Upaniṣad o Maitrāyaṇīa Upaniṣad collegata al Kṛṣṇa Yajurveda.

Le differenti tradizioni induiste forniscono elencazioni diverse che vanno da dieci a diciotto opere.
William K. Mahony, facendo riferimento alle analisi filologiche sui testi, evidenzia tra queste tre raggruppamenti cronologici:
1. Le Upaniṣad più antiche, risalenti al IX-VII secolo a.C., risulterebbero Bṛhadāraṇyaka, Chāndogya, Aitareya, Taittirīya e Kauṣitakī, nonché le parti in prosa della Kena. Queste Upaniṣad o parti di esse sarebbero quindi precedenti alla fondazione del Buddhismo. Bṛhadāraṇyaka e Chāndogya risulterebbero inoltre le più antiche in assoluto, la Kena la più recente tra queste. Il loro stile, allegorico è simile agli Āraṇyaka e fungono da supporto teologico e filosofico delle Upaniṣad successive.
2. Kaṭha, Īṣa , Śvetāśvatara, Muṇḍaka, Mahānārāyaṇa, nonché le parti metriche della Kena, sono riferibili al VI-V secolo a.C. Queste Upaniṣad iniziano a manifestare delle divisioni scolastiche e marcano un uso meno frequente delle metafore.
3. Praśna, Maitrī, Māṇḍūkya, ma anche le Paiṅgala Upaniṣad e Jābāla Upaniṣad, risultano essere più tarde in quanto composte in un sanscrito che somiglia più al sanscrito classico che a quello vedico. È probabile che apparvero all'inizio del IV secolo a.C., anche se la loro datazione è piuttosto incerta.

### Le dottrine delleUpaniṣadvediche
Le dottrine esposte nelle Upaniṣad non rappresentano un pensiero filosofico o religioso organizzato quanto piuttosto un approfondimento delle concezioni vediche.
Così, se nel  Ṛgveda viene suggerita una unità sottostante alle divinità (Deva):
una unica Realtà i saggi in modo molteplice invocano, Agni, Yama, Mātariśvān lo hanno chiamato»
(Ṛgveda, I, 164,46)
e nel Samāvidhāna Brāhmaṇa (I,1,3) tale unità è indicata nel Brahman:
(Samāvidhāna Brāhmaṇa (I,1,3))
per la Bṛhadāraṇyaka Upaniṣad occorre comprendere che non vi è differenza non solo tra gli Dei ma anche tra gli Dei, gli uomini e il Tutto: 
(Bṛhadāraṇyaka Upaniṣad I, 4, 10)
Su questo Gianluca Magi chiosa:
Nella Chāndogya Upaniṣad con tale principio assoluto viene identificato anche ogni principio individuale, l'ātman:
(Chāndogya Upaniṣad VI, 8, 6-7)
In questo brano è enunciata una delle grandi frasi (mahāvākya): Tat tvam Asi, "Quello sei Tu", Gianluca Magi nota:
(Magi 2006, p. 11934)
Altra dottrina fondamentale che emerge, per la prima volta, dalle Upaniṣad è quella del karman, la dottrina della rinascita, e della conseguente dottrina del Saṃsāra, il ciclo di vita, morte e rinascita:
(Bṛhadāraṇyaka Upaniṣad. VI, 2, 16)

## LeUpaniṣadposteriori
In aggiunta alle Upaniṣad vediche vengono elencate delle Upaniṣad considerate posteriori in quanto di epoca medievale e non riconosciute universalmente come Śruti. L'importanza di queste Upaniṣad posteriori è collegata direttamente alla scuola o comunità hindū che se ne fa propugnatrice, prevalendo a volte in questi casi, come fondamento religioso, persino su quelle "vediche".
La maggioranza di queste Upaniṣad è composta in sanscrito classico ed è collegata all'Atharvaveda, risentendo l'influenza o della filosofia sāṃkhya, o di quella di indirizzo yogico, o delle dottrine teistiche ad esempio śivaite o viṣnuite.
William K. Mahony procede a differenziarle, secondo la loro natura e secondo gli indirizzi tradizionali, in sei gruppi principali:
- Upaniṣad del Vedānta. Sono circa una trentina Upaniṣad che rispecchiano come stile e dottrine le Upaniṣad vediche, senza addentrarsi in analisi di tipo scolastico, non sono considerate "vediche" in quanto non compaiono nei commentari tradizionali. Tra queste: la Muktitka, Garba, Ātman, Ādhyatman, Brahmā, Piṇḍa.
- Upaniṣad dello Yoga. Riflettono pratiche ascetiche tipiche degli ambienti yogici dove sono state elaborate. Centrale è la pratica meditativa sulla sacra sillaba Oṃ. Tra queste: Yogattatva, Yogakuṇdalī, Amṛtabindhu, Dhyanabhindu, Sāndilya, Varāha.
- Upaniṣad Saṃnyāsa. Sono Upaniṣad dei saṃnyāsa, gli asceti rinuncianti. Hanno come obiettivo il distacco dal saṃsāra e, tra le altre, elencano: Saṃnyāsa, Aśrama, Nāradaparivrājaka, Paramahaṃsa.
- Upaniṣad Mantra. Sono Upaniṣad 'esoteriche' che hanno come oggetto le sillabe e i suoni, tra queste: Tārasāra, Kalisaṃtaraṇa , Nārāyaṇa.
- Upaniṣad śivaite. Ispiratrice di queste Upaniṣad potrebbe essere la vedica Śvetāśvatara Upaniṣad con il ruolo importante affidato a Rudra, divinita vedica precursore di Śiva. In queste Upaniṣad, Śiva viene identificato come espressione del Sé (ātman). Tra queste: Kaivalya, Nīlarudra, Kālāgnirudra.
- Upaniṣad viṣnuite. Ispiratrice, secondo la tradizione, di queste Upaniṣad è la vedica Īṣa Upaniṣad. In queste Upaniṣad Visnù viene identificato come espressione del Sé (ātman). Tra queste: Maha, Nṛsimhapūrvatāpanīya,  Rāmapūrvatāpanīya, Nṛsimhottarātpaīya.

### Le 108Upaniṣadelencati nellaMuktikā Upaniṣad
Nei primi versi (I,30-39) di una Upaniṣad medievale, la Muktikā Upaniṣad, vengono elencate 108 ''Upaniṣad divenute 'tradizionali' secondo le scuole advaite.
Esse sono tradizionalmente catalogate come:
- Genere mukhya: termine sanscrito traducibile con "inizio", "guida", "principale", indica le Upaniṣad vediche.
- Genere vedānta: termine che indica, in questo caso, l'omonima scuola filosofica e religiosa. Sono piuttosto legate alle Upaniṣad vediche conservando poco o nulla degli insegnamenti propri delle scuole successive.
- Genere saṃnyāsa: sono Upaniṣad che esaltano la vita dell'asceta (saṃnyāsa) promuovendone i principi e le tecniche di liberazione.
- Genere śakta: sono relative alle scuole di tradizione śakta.
- Genere śivaite: sono relative alle scuole di tradizione śivaita.
- Genere viṣnuite: sono relative alle scuole di tradizione viṣnuita.

1. Īṣa (collegata al Sukla Yajurveda, genere mukhya)
2. Kena (collegata al Sāmaveda, genere mukhya)
3. Kaṭha (collegata al Kṛṣṇa Yajurveda, genere mukhya)
4. Praśna (collegata all' Atharvaveda, genere mukhya)
5. Muṇḍaka (collegata all' Atharvaveda, genere mukhya)
6. Māṇḍūkya (collegata all' Atharvaveda, genere mukhya)
7. Taittirīya (collegata al Kṛṣṇa Yajurveda, genere mukhya)
8. Aitareya (collegata al Ṛgveda genere mukhya)
9. Chāndogya (collegata al Sāmaveda, genere mukhya)
10. Bṛhadāraṇyaka (collegata al Sukla Yajurveda, genere mukhya)
11. Brahma (collegata al Kṛṣṇa Yajurveda, genere Saṃnyāsa)
12. Kaivalya (collegata al Kṛṣṇa Yajurveda, genere śivaite)
13. Jābāla (collegata al Sukla Yajurveda, genere Saṃnyāsa)
14. Śvetāśvatara (collegata al Kṛṣṇa Yajurveda, genere Saṃnyāsa)
15. Haṃsa (collegata al Sukla Yajurveda, genere Yoga)
16. Āruṇika (collegata al Sāmaveda, genere Saṃnyāsa)
17. Garbha (collegata al Kṛṣṇa Yajurveda, genere Saṃnyāsa)
18. Nārāyaṇa (collegata al Kṛṣṇa Yajurveda, genere viṣnuite)
19. Paramahaṃsa (collegata al Sukla Yajurveda, genere Saṃnyāsa)
20. Amṛtabindu (collegata al Kṛṣṇa Yajurveda, genere Yoga)
21. Amṛtanāda (collegata al Kṛṣṇa Yajurveda, genere Yoga)
22. Atharvaśiras (collegata all' Atharvaveda, genere śivaite)
23. Atharvaśikhā (collegata all' Atharvaveda, genere śivaite)
24. Maitrāyaṇi (collegata al Sāmaveda, genere Saṃnyāsa)
25. Kauśītāki (collegata al Ṛgveda, genere Vedānta)
26. Bṛhajjābāla (collegata all' Atharvaveda, genere śivaite)
27. Nṛsiṃhatāpanī (collegata all' Atharvaveda, genere viṣnuite)
28. Kālāgnirudra (collegata al Kṛṣṇa Yajurveda, genere śivaite)
29. Maitreyi (collegata al Sāmaveda, genere Saṃnyāsa)
30. Subāla (collegata al Sukla Yajurveda, genere Vedānta)
31. Kṣurika (collegata al Kṛṣṇa Yajurveda, genere Yoga)
32. Mantrika (collegata al Sukla Yajurveda, genere Vedānta)
33. Sarvasāra (collegata al Kṛṣṇa Yajurveda, genere Vedānta)
34. Nirālamba (collegata al Sukla Yajurveda, genere Vedānta)
35. Śukarahasya (collegata al Kṛṣṇa Yajurveda, genere Vedānta)
36. Vajrasūchi (collegata al Sāmaveda, genere Vedānta)
37. Tejobindu (collegata al Kṛṣṇa Yajurveda, genere Saṃnyāsa)
38. Nādabindu (collegata al Ṛgveda, genere Yoga)
39. Dhyānabindu (collegata al Kṛṣṇa Yajurveda, genere Yoga)
40. Brahmavidyā (collegata al Kṛṣṇa Yajurveda, genere Yoga)
41. Yogatattva (collegata al Kṛṣṇa Yajurveda, genere Yoga)
42. Ātmabodha (collegata al Ṛgveda, genere Vedānta)
43. Parivrāt (Nāradaparivrājaka) (collegata all' Atharvaveda, genere Saṃnyāsa)
44. Triśikhi (collegata al Sukla Yajurveda, genere Yoga)
45. Sītā (collegata all' Atharvaveda, śakta)
46. Yogachūḍāmaṇi (collegata al Sāmaveda, genere Yoga)
47. Nirvāṇa (collegata al Ṛgveda, genere Saṃnyāsa)
48. Maṇḍalabrāhmaṇa (collegata al Sukla Yajurveda, genere Yoga)
49. Dakṣiṇāmūrti (collegata al Kṛṣṇa Yajurveda, genere śivaite)
50. Śarabha (collegata all' Atharvaveda, genere śivaite)
51. Skanda (Tripāḍvibhūṭi) (collegata al Kṛṣṇa Yajurveda, genere Vedānta)
52. Mahānārāyaṇa (collegata all' Atharvaveda, genere viṣnuite)
53. Advayatāraka (collegata al Sukla Yajurveda, genere Saṃnyāsa)
54. Rāmarahasya (collegata all' Atharvaveda, genere viṣnuite)
55. Rāmatāpaṇi (collegata all' Atharvaveda, genere viṣnuite)
56. Vāsudeva (collegata al Sāmaveda, genere viṣnuite)
57. Mudgala (collegata al Ṛgveda, genere Vedānta)
58. Śāṇḍilya (collegata all' Atharvaveda, genere Yoga)
59. Paiṅgala (collegata al Sukla Yajurveda, genere Vedānta)
60. Bhikṣu (collegata al Sukla Yajurveda, genere Saṃnyāsa)
61. Mahā (collegata al Sāmaveda, genere Vedānta)
62. Śārīraka (collegata al Kṛṣṇa Yajurveda, genere Vedānta)
63. Yogaśikhā (collegata al Kṛṣṇa Yajurveda genere Yoga)
64. Turīyātīta (collegata al Sukla Yajurveda, genere Saṃnyāsa)
65. Sannyāsa (collegata al Sāmaveda, genere Saṃnyāsa)
66. Paramahaṃsaparivrājaka (collegata all' Atharvaveda, genere Saṃnyāsa)
67. Akṣamālika (Mālika) (collegata al Ṛgveda, genere śivaite)
68. Avyakta (collegata al Sāmaveda, genere viṣnuite)
69. Ekākṣara (collegata al Kṛṣṇa Yajurveda, genere Vedānta)
70. Annapūrṇa (collegata all' Atharvaveda, śakta)
71. Sūrya (collegata all' Atharvaveda, genere Vedānta)
72. Akṣi (collegata al Kṛṣṇa Yajurveda, genere Vedānta)
73. Adhyātmā (collegata al Sukla Yajurveda, genere Vedānta)
74. Kuṇḍika (collegata al Sāmaveda, genere Saṃnyāsa)
75. Sāvitrī (collegata al Sāmaveda, genere Vedānta)
76. Ātmā (collegata all' Atharvaveda, genere Vedānta)
77. Pāśupata (collegata all' Atharvaveda, genere Yoga)
78. Parabrahma (collegata all' Atharvaveda, genere Saṃnyāsa)
79. Avadhūta (collegata al Kṛṣṇa Yajurveda, genere Saṃnyāsa)
80. Devī (collegata all' Atharvaveda, śakta)
81. Tripurātapani (collegata all' Atharvaveda, śakta)
82. Tripura (collegata al Ṛgveda, śakta)
83. Kaṭharudra (collegata al Kṛṣṇa Yajurveda, genere Saṃnyāsa)
84. Bhāvana (collegata all' Atharvaveda, śakta)
85. Rudrahṛdaya (collegata al Kṛṣṇa Yajurveda, genere śivaite)
86. Yogakuṇḍalini (collegata al Kṛṣṇa Yajurveda, genere Yoga)
87. Bhasma (collegata all' Atharvaveda, genere śivaite)
88. Rudrākṣa (collegata al Sāmaveda, genere śivaite)
89. Gaṇapati (collegata all' Atharvaveda, genere śivaite)
90. Darśana (collegata al Sāmaveda, genere Yoga)
91. Tārasāra (collegata al Sukla Yajurveda, genere viṣnuite)
92. Mahāvākya (collegata all' Atharvaveda, genere Yoga)
93. Pañcabrahma (collegata al Kṛṣṇa Yajurveda, genere śivaite)
94. Prāṇāgnihotra (collegata al Kṛṣṇa Yajurveda, genere Vedānta)
95. Gopālatāpani (collegata all' Atharvaveda, genere viṣnuite)
96. Kṛṣṇa (collegata all' Atharvaveda, genere viṣnuite)
97. Yājñavalkya (collegata al Sukla Yajurveda, genere Saṃnyāsa)
98. Varāha (collegata al Kṛṣṇa Yajurveda, genere Saṃnyāsa)
99. Śāṭyāyani (collegata al Sukla Yajurveda, genere Saṃnyāsa)
100. Hayagrīva (collegata all' Atharvaveda, genere viṣnuite)
101. Dattātreya (collegata all' Atharvaveda, genere viṣnuite)
102. Gāruḍa (collegata all' Atharvaveda, genere viṣnuite)
103. Kalisaṃtaraṇa (collegata al Kṛṣṇa Yajurveda, genere viṣnuite)
104. Jābāli (collegata al Sāmaveda, genere śivaite)
105. Saubhāgya (collegata al Ṛgveda, śakta)
106. Sarasvatīrahasya (collegata al Kṛṣṇa Yajurveda, śakta)
107. Bahvṛca (collegata al Ṛgveda, śakta)
108. Muktikā (collegata al Sukla Yajurveda, genere Vedānta)